# Chartreuse de Beauvale
La chartreuse de Beauvale, également connu sous le nom de prieuré de Beauvale, était un monastère chartreux à Beauvale, dans le Nottinghamshire. Il s'agit d'un bâtiment historique « d'importance nationale ».

## Histoire
Le prieuré a été fondé en 1343 par Nicolas de Cantelupe (†1355), en l'honneur de la Sainte Trinité. Le prieuré a été construit à l'origine pour abriter un prieur et douze moines. C'était la troisième des neuf maisons de l'ordre des Chartreux établies en Angleterre. Les deux premières maisons ont été établies à Witham et Hinton; Les autres étaient Londres, Sainte-Anne près de Coventry, Kingston upon Hull et Mount Grace dans le Yorkshire, Epworth et Sheen. Le „Valor Ecclesiasticus (en)” de 1534 répertorie le prieuré comme ayant un revenu annuel de £ 227 8s., dont £ 196 6s. restant après les dépenses. À cette époque, le prieuré contrôlait le droit de patronage des églises de Greasley et Selston dans le Nottinghamshire; Bonby dans le Lincolnshire; et Farnham dans le Yorkshire.

## Rôle dans le mysticisme anglais de la fin du Moyen Âge
Bien que les preuves concrètes restent rares, plusieurs affirmations ont été faites pour le rôle de Beauvale dans la formation de la spiritualité anglaise médiévale tardive. John Clark suggère que l'auteur du texte mystique séminal Le Nuage de l'inconnaissance était probablement un chartreux du prieuré de Beauvale et Jonathan Hughes postule que Beauvale peut avoir été un centre important pour l'étude du mystique anglais Richard Rolle.

## Dissolution et martyre
Après la rupture de l'Angleterre avec Rome, les chartreux ont refusé d'accepter la suprématie du roi Henri VIII sur l'église. Robert Lawrence, prieur de Beauvale, se rend à Londres en 1535 pour voir Thomas Cromwell en personne dans l'espoir d'arrêter la dissolution de son prieuré. Cromwell n'a jamais vu Lawrence. Il est emprisonné, ainsi que deux autres prieurs chartreux qui avaient fait des voyages similaires, dans la Tour de Londres en tant que traîtres. L'un d'eux était Jean Houghton, le prédécesseur de Lawrence comme prieur à Beauvale. Lawrence a été interrogé le 20 avril, mais a déclaré qu'il « ne pouvait pas prendre notre souverain pour être le chef suprême de l'Église, mais prendre celui qui est par Dieu le chef de l'Église, c'est-à-dire l'évêque de Rome, comme enseignent Ambrose, Jérôme et Augustin ». Les trois Chartreux et une  brigittine de l' abbaye de Syon ont tous été jugés le 28 avril et accusés de "trahison verbale" pour avoir affirmé que le roi Henri n'était pas le chef suprême de l'Église d'Angleterre. Le jury a refusé de le déclarer coupables car il estimait "qu'ils n'ont pas agi avec malveillance"; Cromwell, cependant, a violemment menacé le jury jusqu'à ce qu'il rende un verdict de culpabilité. 
Le prieur Lawrence est devenu l'un des martyrs chartreux. Lui et ses codétenus ont été condamnés à mort, pendus, tirés et écartelés, et sont retournés à la Tour de Londres jusqu'au 4 mai, date à laquelle ils ont été conduits à Tyburn pour exécution. L'exécution a été délibérément rendue plus "horrible et révoltante" pour montrer le pouvoir du roi et dissuader les autres. Le prieur Lawrence a été exécuté portant l'habit de son ordre. La corde utilisée pour le pendre était plus grosse que d'habitude pour éviter de l'étrangler mortellement; s'assurant ainsi qu'il était encore en vie quand il a été massacré et mutilé, avant d'être finalement écartelé.
Lawrence a été créé un saint par le pape Paul VI en 1970 comme l'un des quarante martyrs d'Angleterre et du Pays de Galles. . 
La valeur annuelle de ce monastère était juste en dessous de 200 £, la limite pour la dissolution des monastères ; mais en payant la lourde amende de £ 166 13s. 4d. les moines ont pu reporter la dissolution. Cet accord a été conclu le 2 janvier 1537-38.
Le prieuré de Beauvale est finalement dissous le 18 juillet 1539. Le document de cession a été signé par le prieur, Thomas Woodcock et sept autres moines: John Langdale, William Welles, Alexander Lowthe, Edmund Garner, Robert Gowton, Thomas Leyghton et Thomas Wallis. Le prieur Woodcock a reçu une pension annuelle de 26 13 £. 4d. Le prieuré et la plupart de ses possessions ont été accordés en 1541 à Sir William Huse de Londres. Le manoir d'Etwall, précédemment détenu par le prieuré, a été accordé à Sir John Porte en 1540

## Liste des prieurs
Le prieur est le supérieur d'une chartreuse, élu par ses comprofès ou désigné par les supérieurs majeurs.
- 1414 : William
- 1422-1426 : Richard de Burton
- 1468 : Thomas Metheley
- 1478 : John Swift
- 1482 : Thomas Wydder
- 1486 :  Nicholas Wartre
- 1531 :  John Houghton[6]
- Robert Lawrence, exécuté en 1535[6].
- 1537-1539 : Thomas Woodcock

## Vestiges du monastère auXXIesiècle
Certains carreaux et fragments de vitraux se trouvent maintenant dans l'église St. Mary, à Greasley. Deux manuscrits associés à la bibliothèque de Beauvale existent également: Cambridge MS Mm 5.37, une copie de Richard Rolle Incendium Amoris, et Bodleian Library MS Douce 114, une collection de traductions en moyen anglais des vitae d'Elizabeth of Spalbeek, Marie d'Oignies, et Christine l'Admirable, une lettre concernant Catherine de Sienne, et Horologium Sapientiae d'Henri Suso.
Il y a encore des vestiges importants des bâtiments, et l'ensemble du site a été inscrit comme monument ancien en raison de la gamme de fonctionnalités qui survivent et de leur rareté, car Beauvale était l'une des neuf chartreuses à être construites en Angleterre. Les moines étaient bien respectés, car ils ont maintenu leurs normes austères jusqu'à la dissolution. Le site a été l'un des premiers à recevoir la protection des monuments programmée, le 10 avril 1915, et les bâtiments individuels ont obtenu le statut de bâtiment classé en 1952. Les vestiges de l'église du Prieuré sont Monument classé au Royaume-Uni, tandis que le portail et certaines parties du mur d'enceinte sont répertoriées séparément comme bâtiments de grade II. Le site comprend également la ferme de l'abbaye, qui a été construite au XVIe siècle et agrandie aux XVIIIe et XIXe siècles, en utilisant des matériaux en grande partie extraits du prieuré.

## Dans la littérature
La ruine du prieuré de Beauvale a servi de décor à la nouvelle historique de DH Lawrence, A Fragment of Stained Glass